# Exochus kozlovi
Exochus kozlovi là một loài tò vò trong họ Ichneumonidae.